# Hjalmar Holmquist

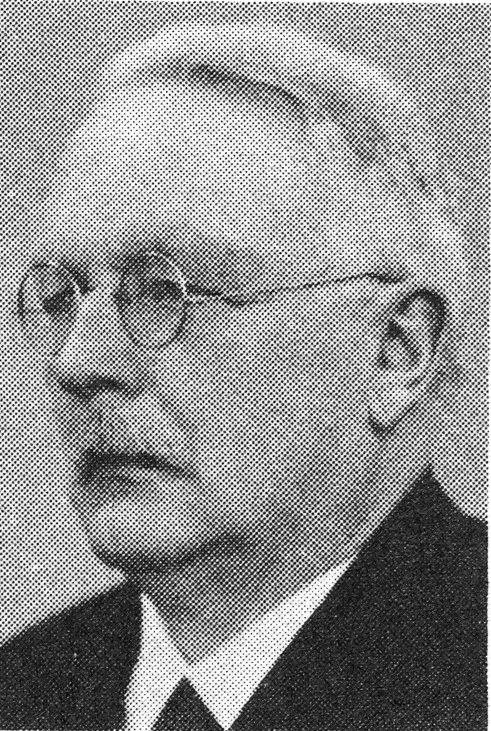
Hjalmar Holmquist

Hjalmar Fredrik Holmquist, född 28 april 1873 i Sunnemo, död 1 februari 1945,  i Lund, var en svensk teolog och kyrkohistoriker. 

## Biografi
År 1903 blev han docent i kyrkohistoria vid Uppsala universitet, teol.lic. 1904 och prästvigdes samma år. År 1909 blev han professor i kyrkohistoria och symbolik vid Lunds universitet och teologie doktor 1910. Från 1920 var han kyrkomötesombud. Holmquists rika författarskap omfattar specialundersökningar i svensk kyrkohistoria, läroböcker för olika stadier av utbildningsväsendet och handböcker för universitetsundervisningen.